# UFC on ESPN: Holm vs. Aldana
UFC on ESPN: Holm vs. Aldana (även UFC on ESPN 16 och UFC Fight Island 4) var en MMA-gala anordnad av UFC. Den ägde rum 4 oktober 2020 på Fight Island i Abu Dhabi, Förenade Arabemiraten.

## Bakgrund
Huvudmatchen var en bantamviktsmatch mellan före detta bantamviktsmästaren Holly Holm och Irene Aldana. De två skulle ursprungligen ha mötts vid UFC Fight Night: Brunson vs. Shahbazyan men 22 juli rapporterades det att Aldana dragit sig ur efter att ha testat positivt för Covid-19.
Eftersom galan gick inför tomma läktare kunde UFC anpassa tiderna efter nordamerikanska tittare. Därför började galan tidigt på morgonen 4 oktober. Det tidiga underkortet började 03:30 lokal tid (UTC +4) och huvudkortet 06:30.

## Ändringar
Den före detta flugviktsmästaren Nicco Montaño skulle ha mött Julia Avila i bantamvikt vid UFC Fight Night: Lewis vs. Olejnik, men när Montaños tränare John Wood testade positivt för Covid-19 sköts matchen upp till UFC Fight Night: Overeem vs. Sakai. Senare uppdagades det att Montaño också var Covid-19-positiv och matchen senarelades ännu en gång, den här gången till den här galan. Den tredje september meddelades det att Montaño dragit sig ur matchen på grund av reserestriktioner. Avila i sin tur bokades istället om med en ny motståndare i form av Sijara Eubanks till UFC Fight Night: Waterson vs. Hill 12 september.
Danaa Batgerel var tänkt att möta Kyler Philips i en bantamviktsmatch, men 21 september meddelades det att Batgerel tvingats dra sig ur på grund av reserestriktioner i hemlandet. Ny motståndare till Phillips blev istället UFC-debutanten Cameron Else.

### Invägning
Vid invägningen strömmad via Youtube vägde utövarna följande:

## Resultat

### Bonusar
Följande MMA-utövare fick bonusar om 50 000 USD vardera:
- Fight of the Night: Ingen utdelad
- Performance of the Night: Germaine de Randamie, Duško Todorović, Kyler Phillips och Luigi Venramini